# Diecezja Mavelikara
Diecezja Mavelikara – diecezja Malankarskiego Kościoła Ortodoksyjnego z siedzibą w Mavelikara w Indiach, położona w  stanie Kerala. 
W 2002 Katolikos Wschodu Baselios Mar Thoma Mathews II erygował diecezję Mavelikara poprzez wydzielenie części diecezji Kollam, Niranam i Chengannur. W skład diecezji wchodzi 39 parafii i 12 kaplic.

## Biskupi
- Paulose Mar Pachomios (od 2002 do 2012)
- Baselios Mar Thoma Paulose II (od 2012, administrator)